# Schwedische Division 1 (Eishockey) 1952/53
Die Saison 1952/53 war die neunte Spielzeit der Division 1 als höchster schwedischen Eishockeyspielklasse. Meister wurde zum insgesamt fünften Mal in der Vereinsgeschichte der Södertälje SK. AIK Solna, IK Huge, Forshaga IF und Nacka SK stiegen in die zweite Liga ab.

## Modus
In der Hauptrunde wurde die Liga in zwei Gruppen (Nord und Süd) eingeteilt. Jede der sechs Mannschaften pro Gruppe absolvierte insgesamt zehn Spiele. Die beiden Gruppensieger trafen im Meisterschaftsfinale aufeinander. Die beiden Letztplatzierten jeder Gruppe stiegen direkt in die zweite Liga ab. Für einen Sieg erhielt jede Mannschaft zwei Punkte, bei einem Unentschieden gab es einen Punkt und bei einer Niederlage null Punkte.

## Hauptrunde

### Gruppe Nord
|    | Klub             | Sp | S  | U | N | T  | GT | Punkte |
| -- | ---------------- | -- | -- | - | - | -- | -- | ------ |
| 1. | Hammarby IF      | 10 | 10 | 0 | 0 | 44 | 14 | 20     |
| 2. | Leksands IF      | 10 | 7  | 0 | 3 | 64 | 27 | 14     |
| 3. | Gävle GIK        | 10 | 5  | 1 | 4 | 30 | 32 | 11     |
| 4. | Atlas Diesels IF | 10 | 2  | 2 | 6 | 27 | 46 | 6      |
| 5. | AIK Solna        | 10 | 2  | 1 | 7 | 37 | 43 | 5      |
| 6. | IK Huge          | 10 | 2  | 0 | 8 | 27 | 67 | 4      |

Sp = Spiele, S = Siege, U = Unentschieden, N = Niederlagen

### Gruppe Süd
|    | Klub           | Sp | S | U | N | T  | GT | Punkte |
| -- | -------------- | -- | - | - | - | -- | -- | ------ |
| 1. | Södertälje SK  | 10 | 8 | 2 | 0 | 61 | 18 | 18     |
| 2. | Djurgårdens IF | 10 | 7 | 2 | 1 | 67 | 20 | 16     |
| 3. | IFK Bofors     | 10 | 4 | 3 | 3 | 37 | 41 | 11     |
| 4. | Surahammars IF | 10 | 3 | 2 | 5 | 30 | 52 | 8      |
| 5. | Forshaga IF    | 10 | 2 | 0 | 8 | 30 | 65 | 4      |
| 6. | Nacka SK       | 10 | 0 | 3 | 7 | 29 | 58 | 3      |

Sp = Spiele, S = Siege, U = Unentschieden, N = Niederlagen

## Meisterschaftsfinale
- Hammarby IF – Södertälje SK 2:2/1:5